# Thylacinus macknessi
Thylacinus macknessi — вид вимерлих сумчастих ссавців родини Тилацинових (Thylacinidae), що жив у ранньому міоцені. Викопні рештки знайдені у Ріверслі, на північному заході штату Квінсленд. Вид названий на честь Браяна Макнеса, давнього прихильника австралійської палеонтології хребетних. Голотип: майже ціла права нижня щелепа, в якій всі присутні зуби, крім різців. Це найстаріших з відомих видів роду Thylacinus, але передбачається, що загальний предок всіх видів роду Thylacinus повинен були старший ніж Т. macknessi.